# Смешанная парная сборная Литвы по кёрлингу
Смешанная парная сборная Литвы по кёрлингу — смешанная национальная сборная команда (составленная из одного мужчины и одной женщины), представляет Литву на международных соревнованиях по кёрлингу. Управляющей организацией выступает Ассоциация кёрлинга Литвы (лит. Lietuvos kerlingo asociacija, англ. Lithuanian Curling Association).

## Результаты выступлений

### Чемпионаты мира
| Год       | Место          | Игры           | Победы         | Поражения      | Состав (женщина, мужчина, тренер)                                 |
| --------- | -------------- | -------------- | -------------- | -------------- | ----------------------------------------------------------------- |
| 2008—2015 | не участвовали | не участвовали | не участвовали | не участвовали | не участвовали                                                    |
| 2016      | 24             | 6              | 3              | 3              | Виргиния Паулаускайте, Тадас Вискупайтис, Allen Gulka (тренер)    |
| 2017      | не участвовали | не участвовали | не участвовали | не участвовали | не участвовали                                                    |
| 2018      | 28             | 7              | 3              | 4              | Виргиния Паулаускайте, Тадас Вискупайтис, Allen Gulka (тренер)    |
| 2019      | 32             | 7              | 2              | 5              | Lina Januleviciute, Vytis Kulakauskas, Тадас Вискупайтис (тренер) |

(данные отсюда:)

### Квалификационные турниры кчемпионатам мира
| Год       | Место | Игры | Победы | Поражения | Состав (женщина, мужчина, тренер)                             |
| --------- | ----- | ---- | ------ | --------- | ------------------------------------------------------------- |
| 2019/2020 | 24    | 6    | 1      | 5         | Akvile Rykove, Konstantin Rykov                               |
| 2022/2023 | 14    | 6    | 3      | 3         | Mintautė Jurkutė, Paulius Rymeikis                            |
| 2023/2024 | 15    | 5    | 2      | 3         | Lina Januleviciute, Donatas Kiudys, Asta Vaicekonyte (тренер) |
| 2024/2025 | 25    | 7    | 1      | 6         | Akvile Rykove, Konstantin Rykov                               |